# The Magic Castle
The Magic Castle (Castillo Mágico en español), ubicado en el distrito de Hollywood de Los Ángeles, California, es un club nocturno para magos y entusiastas de la magia, así como la casa club de la Academia de Artes Mágicas. Se anuncia como "el club privado más inusual del mundo".
Solo se permite la entrada a miembros y sus invitados, aunque se pueden obtener invitaciones de cortesía. Durante una noche típica hay numerosos espectáculos de magia y espectáculos históricos, así como un comedor de servicio completo y numerosos bares. El ambiente recuerda a los días de clubes nocturnos clásicos, y se aplica un estricto código de vestimenta.  Una residencia de estilo Chauteaux, el castillo fue declarado Monumento Histórico-Cultural de Los Ángeles en 1989. 
Muchas celebridades se han presentado en el Castillo Mágico, incluyendo a Orson Welles, Johnny Carson, Steve Martin y Neil Patrick Harris.  Uno de los artistas más estimados del castillo fue el difunto Dai Vernon, un experto en prestidigitación.

## Country Club of Magic

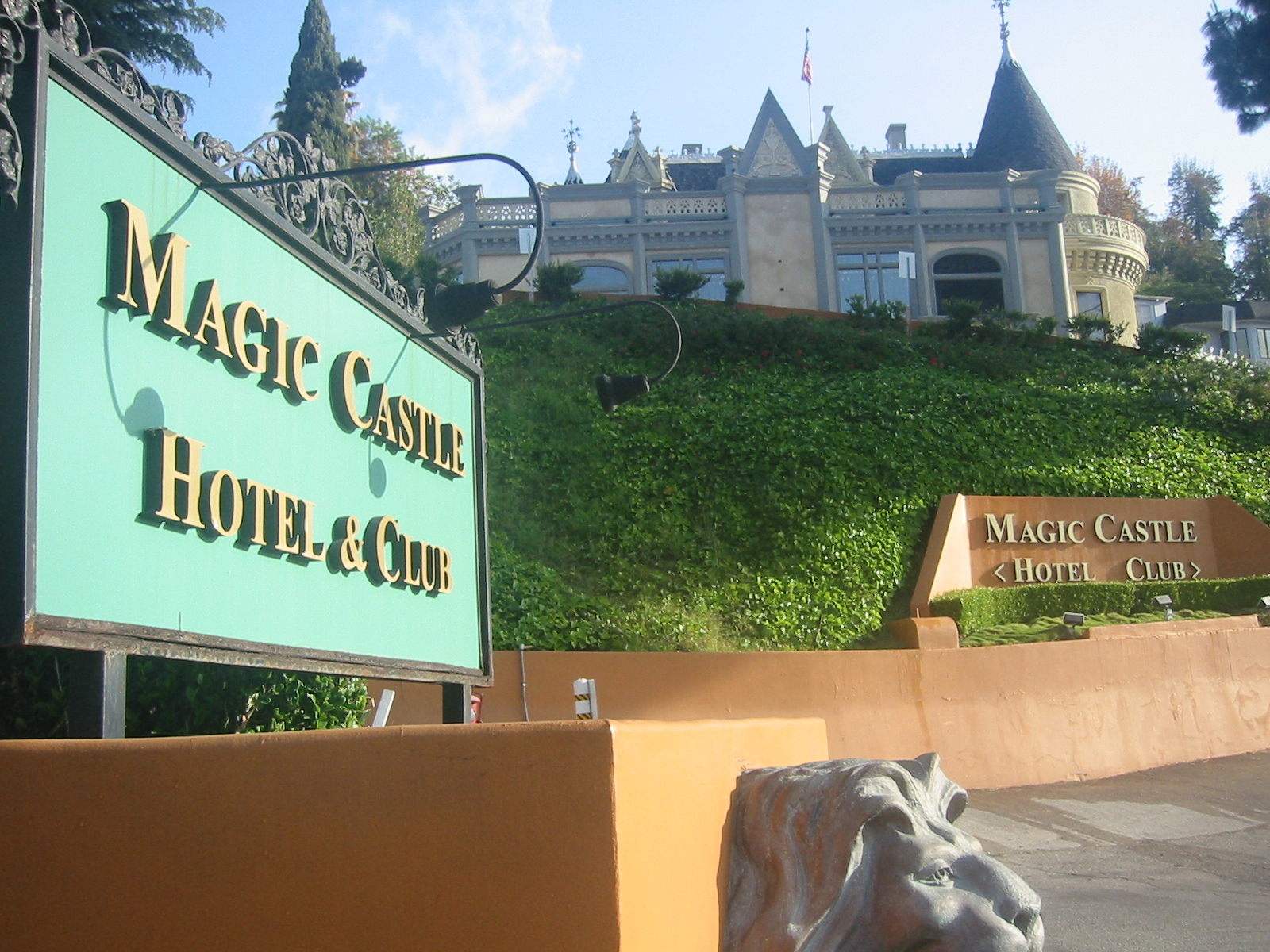
Entrada al castillo mágico

El Magic Castle es un lugar de actuación, restaurante y club privado. Una noche típica presenta varias actuaciones mágicas y, a veces, espectáculos de variedades, así como un comedor de servicio completo y varios bares en un ambiente de club de campo. Se aplica estrictamente un código de vestimenta de atuendo formal de fiesta.  Sólo se permite la entrada a los miembros y sus invitados. 
El vestíbulo del castillo no tiene puertas visibles hacia el interior, y los visitantes deben decir una frase secreta a una escultura de un búho para acceder, exponiendo la entrada al club. Los magos actúan en varios teatros diferentes, que incluyen la íntima Galería Close-up, un salón de prestidigitación más grande y el gran escenario en el Palacio del Misterio. Cada noche, se exhiben cinco espectáculos de magia diferentes en estos tres teatros diferentes, y los fines de semana se agregan espectáculos adicionales en el teatro Peller, así como en el pub Hat and Hare y en el bar WC Fields. Las áreas de rendimiento informal cerca de los cinco bares brindan a los miembros del mago el espacio para la magia improvisada para los huéspedes y otros clientes. En la sala de música, un piano es tocado por "Irma", el "fantasma residente" del Castillo, quien toma las peticiones musicales. 
Además, hay Houdini Séances en el castillo en la sala de Houdini Seance, dirigida por Leo Kostka, Rob Zabrecky o Misty Lee. 
No se permiten menores de 21 años durante las actuaciones nocturnas. Sin embargo, los sábados y domingos, el castillo ofrece un brunch para "todas las edades" y actuaciones que están abiertas a los miembros y sus invitados, incluidos los menores de 21 años. Durante el brunch, los "miembros menores" del castillo (con edades comprendidas entre los 13 y los 20 años) actúan en la Galería de Close-up.

## Grupo Magic Castle Junior
El Magic Castle también es conocido por su Programa Junior (Magic Castle Junior Group). El Grupo Junior está compuesto por jóvenes magos altamente capacitados, muchos de los cuales han seguido carreras profesionales en la magia. Una semana al año, catalogada como "Semana de las estrellas del futuro", los artistas del Grupo Junior se presentan en presentaciones nocturnas en las salas de exposición del Castillo. 

## Historia
El edificio principal del Castillo Mágico es una residencia de estilo chateau o châteauesque construida en 1909 por un inversor inmobiliario, abogado, banquero, editor de un periódico y filántropo, Rollin B. Lane.  La casa fue diseñada por los arquitectos Lyman Farwell y Oliver Dennis y se construyó como un duplicado de la casa y los jardines Kimberly Crest de 1897 en Redlands, California, que los arquitectos habían diseñado más de una década antes. La propiedad del edificio permaneció en la familia Lane hasta 1955, cuando se vendió a Thomas O. Glover, cuya familia aún es propietaria de la propiedad. En septiembre de 1961, el edificio fue arrendado a Milt Larsen, Bill Larsen e Irene Larsen, quienes comenzaron a convertirlo a su estado actual. The Magic Castle abrió sus puertas el 2 de enero de 1963. A lo largo de los años, se han realizado varias adiciones a la estructura original, lo que permite la inclusión de varios teatros, bares, una biblioteca y otros espacios para reuniones. El Castillo Mágico fue declarado Monumento Histórico-Cultural de Los Ángeles en 1989.
Uno de los artistas más estimados del castillo fue el difunto Dai Vernon, un experto en prestidigitación, que a menudo se sentaba en el bar para entretener y enseñar. Vernon fue el mago residente en el castillo durante muchos años, hasta su muerte en 1992.
El 31 de octubre de 2011, el Castillo Mágico sufrió daños por un incendio que comenzó en el ático. Se necesitó una importante remodelación interior como resultado del extenso daño provocado por el agua causado por la lucha contra el fuego. El Castillo Mágico fue reabierto en su totalidad en febrero de 2012.

## Academia de Artes Mágicas
La Academia de Artes Mágicas es una corporación sin fines de lucro de beneficio mutuo organizada y dedicada a la promoción y desarrollo del arte de la magia. 
La Academia de Artes Mágicas fue iniciada en 1952 por William Larsen, Sr. como una asociación de magos, aunque no se incorporó oficialmente y su organización se formalizó hasta 1962, cuando los hijos de Larsen, William Larsen, Jr. y Milt Larsen, construyeron el Academia en una organización internacional. La sede de la Academia ha sido el Castillo Mágico desde 1963.

### Historia
La Academia de Artes Mágicas fue creada por William Larsen y se anunció en el número de abril de 1952 de su revista independiente de magia, Genii; de los cuales a todos los suscriptores se les otorgó automáticamente la afiliación.  Larsen presentó los "Premios de la Academia" en los próximos meses por sus destacadas contribuciones en diversas áreas de las artes mágicas.
William Larsen, Sr. murió a la edad de 48 años en julio de 1953. Su esposa y su hijo mayor, Bill Jr. continuaron la publicación de la revista, pero la "Academia" carecía de una estructura formal y la organización quedó inactiva. En 1962, el hijo menor de William Larsen, Milt, emprendió el trabajo de arrendar y restaurar una mansión de 1909 de estilo ornamentado en Hollywood, California, y convertirla en un lugar de reunión para magos al que llamó el Magic Castle. Como parte de su plan para revivir la Academia y ubicarla en el Magic Castle, William Larsen, Jr. archivó los artículos de incorporación y creó una corporación sin fines de lucro, en 1962.
The Magic Castle abrió sus puertas el 2 de enero de 1963 como el hogar de la Academia de Artes Mágicas, Inc. Desde una afilición inicial de 50, la Academia ha crecido a una afilición mundial de más de 5000 en la actualidad. 

### Afiliación
Hay más de 5000 miembros de magos en la academia.Para convertirse en un miembro regular, primero se debe practicar activamente o involucrarse en la magia como carrera o pasatiempo y hacer una audición ante el comité de revisión de miembros de la academia. 
Los miembros asociados son personas que aman la magia y la academia. La mayoría de los miembros trabajan en el negocio del entretenimiento, derecho, finanzas y medicina. Algunos de estos miembros asociados son amigos de miembros magos que disfrutan del ambiente de la academia. Las solicitudes de los miembros asociados deben ser aprobadas por la junta directiva. 
Los miembros honorarios y miembros VIP son presentados por la junta directiva a magos, celebridades y miembros individuales de la academia que han contribuido al avance del arte de la magia. 
También es posible convertirse en un mago junior si tienes entre 13 y 20 años. La afiliación en el Grupo Junior está abierta a cualquier persona seriamente interesada en la magia que tenga entre 13 y 19 años de edad. Uno puede aplicar si tiene 20 años de edad, pero debe poder ser miembro del grupo por un año completo.  A estos magos jóvenes solo se les permite el uso limitado de las instalaciones. 

### Educación
La Academia de Magia ofrece clases que están disponibles para el público. La clase de Magia Básica está diseñada para proporcionar las habilidades y el conocimiento necesarios para realizar la magia básica. La clase combina la presentación del instructor, la explicación paso a paso, la instrucción práctica, las sesiones de práctica en grupo y el desempeño individual. Las clases se llevan a cabo una noche por semana durante seis semanas, desde las 19:45 a 21:45. Durante las seis semanas, los estudiantes reciben un pase temporal de seis semanas que otorga los privilegios de un miembro regular, excluyendo las conferencias del miembro del mago. Se les permite traer a un amigo para que se quede en el castillo para el brunch de los martes, miércoles o sábados, pero no a las clases. Los hombres deben usar una chaqueta y corbata y las mujeres deben usar un vestido o falda; No se permite ropa casual. 

### Premios
Los premios por desempeño se otorgan en diferentes categorías en el evento anual "Premios de la Academia de las Artes Mágicas". Los nominados para los premios de interpretación se eligen entre los artistas de ese año en The Magic Castle. 
Otros premios incluyen varios premios de Fraternidad, Mérito y Logro que se otorgan a individuos que, en opinión de la Academia, han hecho importantes contribuciones al campo de la magia. 

Estos son los premios otorgados por la Academia de Artes Mágicas:
|  | - Magician of the Year (1968–present) - Stage Magician of the Year (1968–present) - Close-Up Magician of the Year (1968–present) - Lecturer of the Year (1968–present) - Visiting Magician of the Year (1969–present) - Parlour Magician of the Year (1983–present) - Comedy Magician of the Year (2003–2006) - Bar Magician of the Year (2004–2005) | - Masters Fellowship (1968–present) - Performing Fellowship (1968–present) - Creative Fellowship (1968–present) - Literary & Media Fellowship (1968–present) - Special Fellowship (1968–present) - Lifetime Achievement Fellowship (1985–present) - Award of Merit (1968–present) - Junior Achievement Award (1976–present) |

 Además, hay algunos otros premios que se han otorgado una vez o con poca frecuencia. Estos incluyen el Premio al Mérito Junior y la Membresía Honoraria Vital. 
Uno de los cinco ganadores del Premio al Mérito de 1974 es el Castillo Mágico. 

## Eventos, televisión y películas.
- La noche anual de Soapy Smith, en honor al famoso hombre de confianza, tiene lugar el 8 de julio. Las ganancias van al Fondo Dai Vernon.
- El especial de Halloween de Nickelodeon, Mystery Magical Special, se filmó aquí en 1986.
- El especial televisivo de Halloween de la Fox Broadcasting Company, Count DeClues 'Mystery Castle, protagonizado por Max Maven, fue asesinado aquí en 1992.
- Partes de la película de terror de 1995 El señor de las ilusiones se hicieron en el Castillo Mágico.
- Las promociones televisivas se llevaron a cabo en el Magic Castle en Disney Channel para el estreno de la película original de Disney Channel 2005, Now You See It. . .  .
- Duran Duran celebró su famosa conferencia de prensa de 1984 aquí para su American Sing Blue Silver Tour.
- Un episodio de 1979 de la serie de televisión Quincy ME titulado " The Death Challenge (enlace roto disponible en Internet Archive; véase el historial, la primera versión y la última). " incluye escenas tomadas en The Magic Castle, y muestra la entrada oculta del club, y el fantasma de Irma tocando el piano.
- El episodio de Monk , "Mr. Monk and the Magician", fue filmado en el Castillo Mágico. El actor y mago Steve Valentine fue filmado en el auditorio del teatro con Jarrad Paul y Tony Shalhoub, usando sus talentos en el papel del malvado mago Karl Torini, quien asesinó a un amigo de Monk y se convirtió en un adversario formidable.
- Neil Patrick Harris encargó un acuario Harry Houdini para su instalación en el Magic Castle en 2012. El acuario fue construido por el equipo del programa de televisión Tanked. Sin embargo, el maniquí Houdini se deterioró rápidamente y desde entonces el acuario ha sido retirado del castillo.
- The Magician, el drama de NBC de 1973/74, presentó a Bill Bixby como un ilusionista de escenario para resolver el crimen Anthony "Tony" Blake, quien vivía en un lujoso apartamento en el Magic Castle.
- Las escenas de la serie de Netflix Love, "Magic" fueron filmadas en el Magic Castle.
- Algunas partes de la película Shade se filman en el bar del primer piso y fuera del Salón de Prestigio en The Magic Castle.
- El video musical de "Patient Zero" de Aimee Mann con Bradley Whitford fue filmado casi por completo en el Magic Castle.